# ジャン＝バティスト・フレデリク・デマレー
ジャン＝バティスト・フレデリク・デマレー（フランス語: Jean-Baptiste Frédéric Desmarais, 1756年 - 1813年5月30日）はフランス生まれの画家である。フランス革命の時代の画家で18世紀末から、イタリアで活動し、フィレンチェの美術学校などで教えた。

## 略歴
パリで生まれた 。ガブリエル＝フランソワ・ドワイアンに学び、2度、ローマ賞に落選した後、1785年に入選しローマ留学の資格を得るが 、有力な画家、ジャン＝バティスト＝マリー・ピエールがデマレーよりもギヨーム・ギヨン＝ルティエールを評価していたこともあって、ローマ留学の出発は1786年になった。
ローマに1790年まで滞在し、フランスに戻ったが、フランス革命の進展によって1792年にはローマに戻り、さらに、トスカーナ大公国のフィレンツェに移った。
1797年にフィレンツェの美術学校の教師の職に就き、この頃教えた学生にはジュゼッペ・ベッツォーリやニッコラ・モンティ、フランチェスコ・ネンシらがいた。
1805年にルッカ・エ・ピオンビーノ公国の女公になったエリザ・ボナパルトによって、1806年にカッラーラの美術アカデミー(Accademia di belle arti di Carrara)の再建のための教授の候補に選ばれ、1807年7月に絵画の教授に任じられ、12月には美術館の副館長に選ばれ、1809年5月にはアカデミーの副校長になった。この美術学校では有名な彫刻家のピエトロ・テネラニが学んだ。
1813年にカッラーラで亡くなった。

## 作品

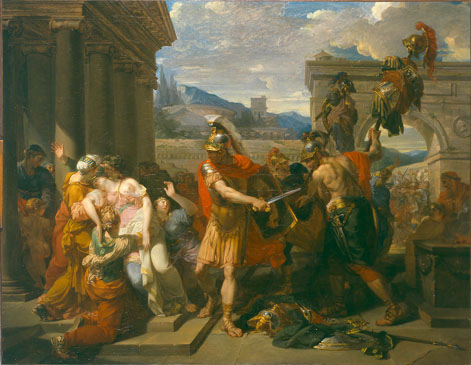
カミーユを殺すオラース(ピエール・コルネイユの作品から)
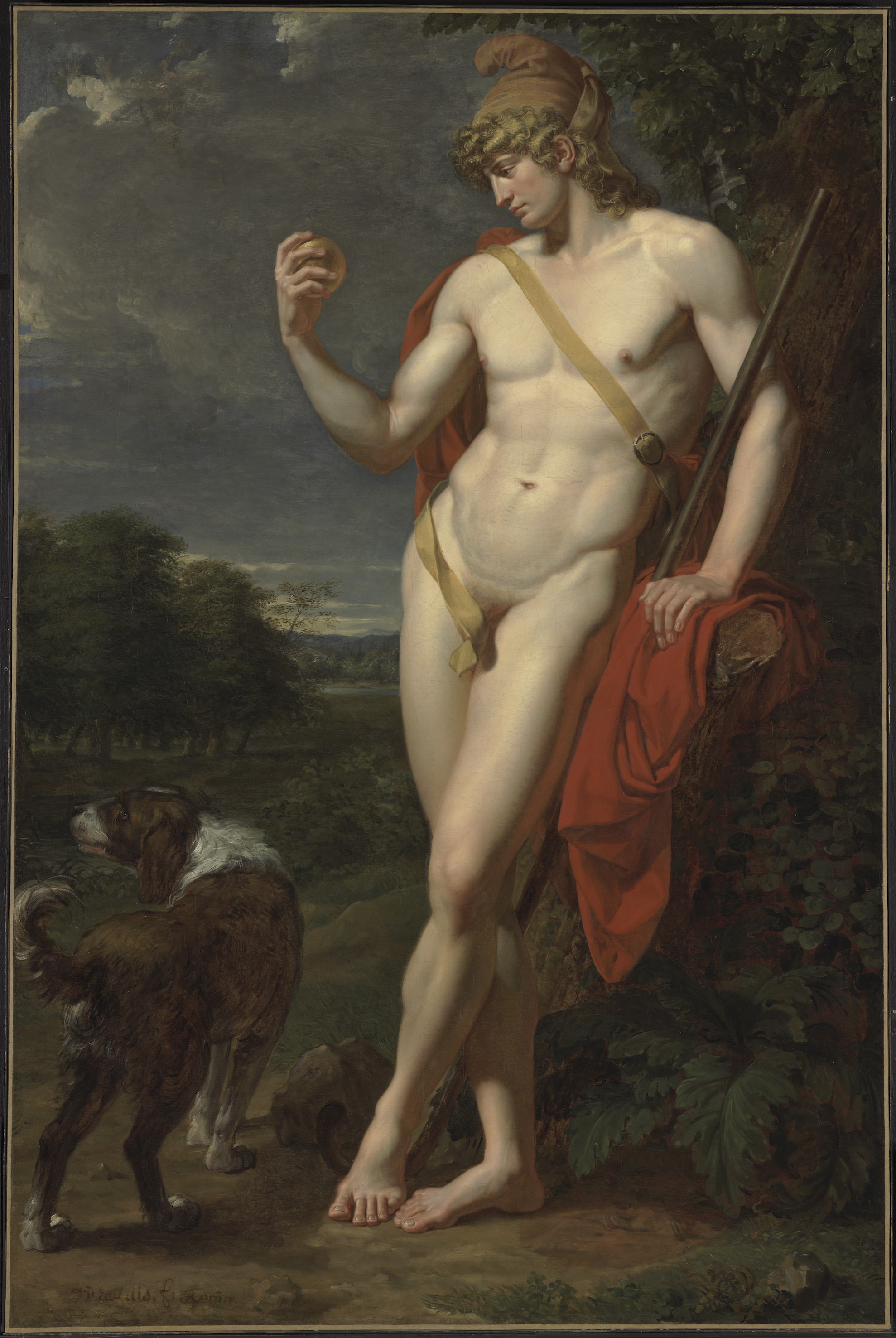
羊飼いのパリス